# Erastus Fairbanks

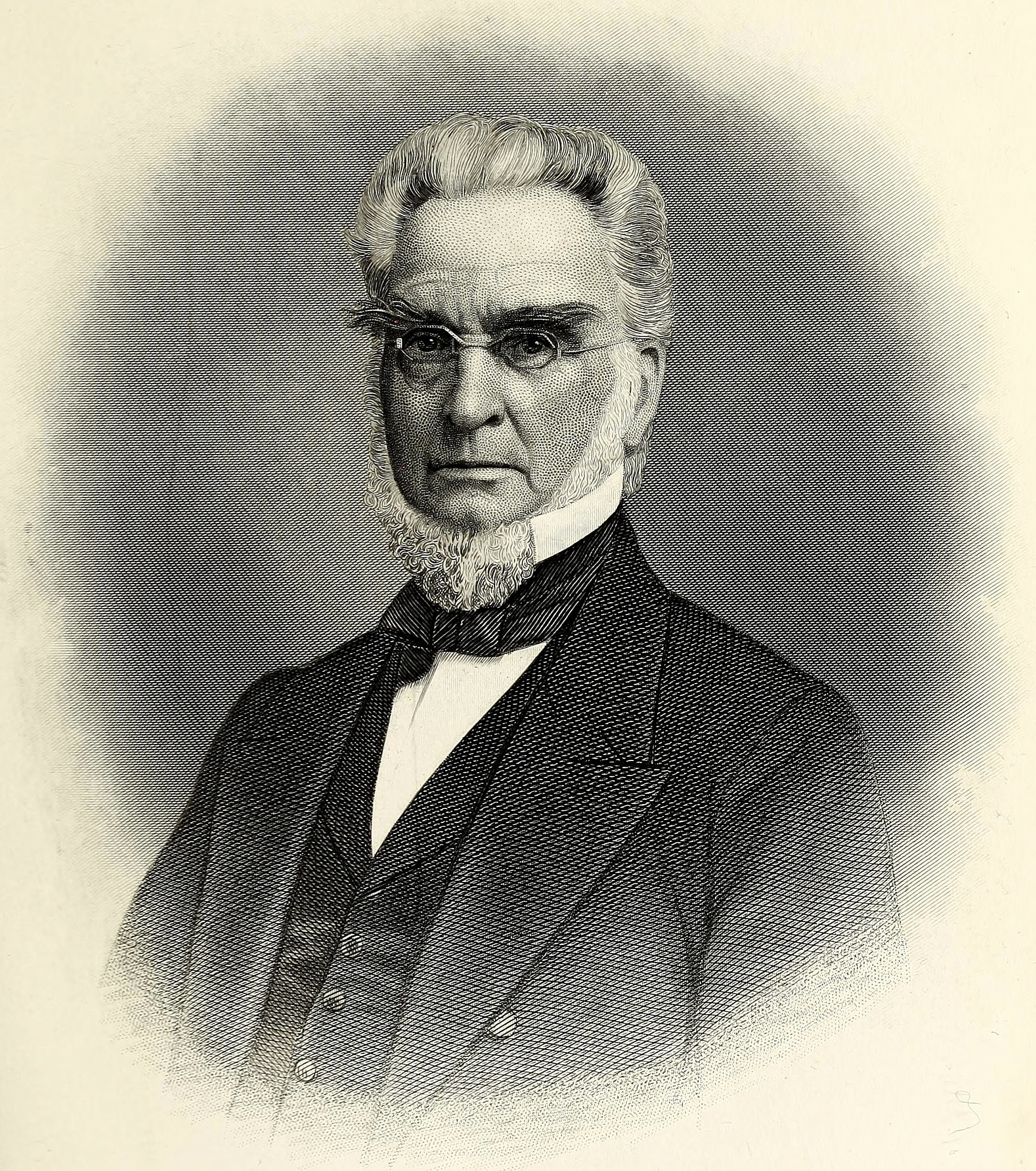
Erastus Fairbanks

Erastus Fairbanks (* 28. Oktober 1792 in Brimfield, Hampden County, Massachusetts; † 20. November 1864 in St. Johnsbury, Vermont) war ein US-amerikanischer Politiker und von 1852 bis 1853 sowie zwischen 1860 und 1861 Gouverneur des Bundesstaates Vermont.

## Frühe Jahre
Nach seiner Schulzeit wurde Erastus Fairbanks selbst für kurze Zeit Lehrer. Nach seinem Umzug nach St. Johnsbury gründete er zusammen mit seinem Bruder Thaddeus die E & T  Fairbanks Company, die Pflüge und Öfen herstellte. Mit Mess- und Wiegegeräten hatte die Firma ebenfalls großen Erfolg. Die Firma entwickelte sich sehr schnell zum größten Ausfuhrunternehmen Vermonts. Später operierte sie in den ganzen Vereinigten Staaten und im Ausland. Fairbanks war auch Gründer und Präsident der Passumpsic-Eisenbahngesellschaft.

## Politischer Aufstieg
Erastus Fairbanks wurde Mitglied der Whig Party. Zwischen 1836 und 1838 war er Abgeordneter im Repräsentantenhaus von Vermont. Im Jahr 1851 war er Spitzenkandidat seiner Partei für die Gouverneurswahl dieses Jahres. Da die Wahlen aber keine eindeutige Mehrheit ergaben, musste die Legislative über den neuen Gouverneur entscheiden. Diese wählte schließlich Fairbanks.

## Gouverneur von Vermont und weiterer Lebenslauf
Zwischen dem 1. Oktober 1852 und dem 1. Oktober 1853 war Fairbanks erstmals Gouverneur von Vermont. Er sollte der letzte Gouverneur der Whigs in Vermont werden. Die Partei löste sich dann auf und Fairbanks trat dann der neu gegründeten Republikanischen Partei bei. Während seiner ersten Amtszeit wurde ein Gesetz erlassen, wonach der Verkauf und Transport alkoholischer Getränke in Vermont verboten wurde. Dieses Gesetz blieb bis 1902 in Kraft. Im Jahr 1853 waren die Mehrheitsverhältnisse bei der Gouverneurswahl wieder sehr eng und die Entscheidung musste wiederum in der Legislative getroffen werden. Diese entschied sich diesmal gegen Fairbanks und für den Kandidaten der Demokratischen Partei, John S. Robinson, der dann der letzte demokratische Gouverneur in Vermont bis 1963 werden sollte. Im Jahr 1856 war Fairbanks Delegierter auf der ersten Republican National Convention, bei der John Charles Fremont zum ersten Präsidentschaftskandidaten der Republikaner nominiert wurde.
Im Jahr 1860 wurde Fairbanks als Kandidat dieser Partei noch einmal für ein Jahr zum Gouverneur gewählt. In seine bis zum 11. Oktober 1861 laufende zweite Amtszeit fiel der Beginn des Amerikanischen Bürgerkriegs. Fairbanks war schon immer ein Gegner der Sklaverei gewesen und hatte im Vorfeld des Krieges den Standpunkt der Nordstaaten vertreten. Als Präsident Abraham Lincoln einen Aufruf zur Truppenrekrutierung und zur Unterstützung der Kriegsanstrengungen erließ, unterstützte Gouverneur Fairbanks diese Forderungen in vollem Umfang. Er erklärte, dieser Krieg müsse um jeden Preis gewonnen werden. In der Folge wurden junge Männer gemustert und den Streitkräften zur Verfügung gestellt. Auch die Produktion des Staates wurde auf Rüstungsgüter umgestellt.
Im Jahr 1861 lehnte der Gouverneur eine weitere Kandidatur ab. Er zog sich aus der Politik zurück und starb drei Jahre später an Herzversagen. Mit seiner Frau Lois Crossman hatte er acht Kinder, darunter den Sohn Horace, der zwischen 1876 und 1878 ebenfalls Gouverneur von Vermont wurde.